# Drillbit Taylor
Drillbit Taylor (aka Drillbit Taylor: Budget Bodyguard) er en amerikansk komediefilm fra 2008 instrueret af Steven Brill efter manuskript af Seth Rogen, John Hughes og Kristofor Brown og produceret af Judd Apatow. Film har Owen Wilson i hovedrollen som Drillbit Taylor, tidligere soldat og nu en hjemløs bums, der hjælper tre drenge med at bekæmpe en psykopatisk bølle i skolen.

## Medvirkende
- Owen Wilson
- Nate Hartley
- Troy Gentile
- David Dorfman
- Alex Frost
- Josh Peck
- Leslie Mann
- Danny R. McBride
- Stephen Root
- Ian Roberts
- Lisa Lampanelli
- Lisa Ann Walter
- Hynden Walch
- Valerie Tian
- Beth Littleford
- Steve Bannos
- Chuck Liddell
- Robert Allen Mukes
- Adam Baldwin
- Cedric Yarbrough
- Tichina Arnold
- Kevin Hart
- Matt Besser
- David Koechner